# Ангерсдорф
Ангерсдорф (нем. Angersdorf) — община в Германии, в земле Саксония-Анхальт.
Входит в состав района Заале. Подчиняется управлению Вюрде/Зальца.  Население составляет 1195 человек (на 31 декабря 2006 года). Занимает площадь 6,37 км².